# Pelaverga
Pelaverga ist eine Rebsorte, die in der Region Piemont, Italien beheimatet ist. Sie erbringt hell-rubinrote Weine und kommt in den DOC-Weinbaugebieten Colline Saluzzesi, Collina Torinese und Verduno Pelaverga zum Einsatz. Der Pelaverga ist spätreifend (ca. erste Oktoberwoche).

## Anbaugebiete und Verbreitung
Seit dem Mittelalter war Pelaverga im Piemont sehr weit verbreitet, wurde aber zunehmend durch die Rebsorten Barbera und Nebbiolo verdrängt. Pelaverga kann auch Pelaverga grosso genannt werden. Im Unterschied dazu gibt es auch eine Rebsorte namens Pelaverga piccolo, die aber nicht identisch sind. Die Namen lassen sich auf die unterschiedlichen Größen der Trauben und Beeren zurückführen.
- Pelaverga (grosso) wächst in der Umgebung von Saluzzo und Chieri. Hier wird er in den Weinen der jeweiligen DOC-Anbaugebiete Colline Saluzzesi und Collina Torinese verwendet und auch als Pelaverga di Pagno beziehungsweise Cari bezeichnet.

- Pelaverga piccolo wird in Verduno angebaut, einem in der Langhe gelegenen Ort, der Teil des Barolo-Anbaugebietes ist. Der aus diesen Trauben hergestellte Rotwein heißt Verduno Pelaverga oder einfach Verduno. Reben für diesen Wein können sich auch auf ausgewiesenen Flächen der Gemeinden La Morra und Roddi d‘Alba befinden. Der Überlieferung nach wurde der hier angebaute Pelaverga aus der Gegend um Saluzzo eingeführt, gilt aber heute als eigenständige Sorte.[3]

## Synonyme
Die Rebsorte Pelaverga grosso ist auch unter folgenden Namen bekannt: Caleura, Calora, Cari, Cario, Carola, Carolon, Carolona, Carolone, Colora, Colorinabn, Fra Germano, Peilaverga, Pela Verga, Pelaverga di Saluzzo, Pelaverga Gentile di Pagno, Pelaverga Grosso, Pella Verda, Pellaverga Nera, Taddone, Uva Coussa, Uva delle Zucche.